# Schwedelbach
Schwedelbach ist eine Ortsgemeinde im Landkreis Kaiserslautern in Rheinland-Pfalz. Sie gehört der Verbandsgemeinde Weilerbach an.

## Geographie
Schwedelbach liegt 14 km nordwestlich von Kaiserslautern am Südrand des Nordpfälzer Berglandes. Zur Ortsgemeinde Schwedelbach gehört der Ortsteil Pörrbach. Mitten durch die Gemeinde fließt der Schwedelbach, er mündet wenig danach an der Schwedelbachermühle von rechts in den Rischbach.

## Geschichte
Die älteste erhaltene Erwähnung von Schwedelbach stammt von 1342. Das Kloster Otterberg war im Ort begütert. Bis Ende des 18. Jahrhunderts gehörte Schwedelbach  zur Kurpfalz.
Von 1798 bis 1814, als die Pfalz Teil der Französischen Republik (bis 1804) und anschließend Teil des Napoleonischen Kaiserreichs war, war der Ort in den Kanton Landstuhl eingegliedert Mairie Reichenbach. 1815 hatte der Ort 350 Einwohner. Im selben Jahr wurde der Ort Österreich zugeschlagen. Ein Jahr später wechselte er in das Königreich Bayern. Im Jahre 1817 wechselte die Gemeinde in den Kanton Kaiserslautern. Von 1818 bis 1862 gehörte Schwedelbach dem Landkommissariat Kaiserslautern an; aus diesem ging das Bezirksamt Kaiserslautern  hervor.
Seit 1939 ist die Gemeinde Bestandteil des Landkreises Kaiserslautern. Nach dem Zweiten Weltkrieg wurde Schwedelbach innerhalb der französischen Besatzungszone Teil des damals neu gebildeten Landes Rheinland-Pfalz. Im Zuge der ersten rheinland-pfälzischen Verwaltungsreform wurde der Ort 1972 neu geschaffene Verbandsgemeinde Weilerbach zugeschlagen. Am 16. März 1974 wurde die bis dahin selbständige Gemeinde Pörrbach nach Schwedelbach eingegliedert.

## Politik

### Gemeinderat
Der Gemeinderat in Schwedelbach besteht aus 16 Ratsmitgliedern, die bei der Kommunalwahl am 9. Juni 2024 in einer personalisierten Verhältniswahl gewählt wurden, und dem ehrenamtlichen Ortsbürgermeister als Vorsitzendem.
Die Sitzverteilung im Gemeinderat:
| Wahl | SPD | CDU | AfD | FWG | Gesamt   |
| ---- | --- | --- | --- | --- | -------- |
| 2024 | 7   | 2   | 2   | 5   | 16 Sitze |
| 2019 | 8   | 1   | –   | 7   | 16 Sitze |
| 2014 | 9   | 2   | –   | 5   | 16 Sitze |
| 2009 | 9   | 3   | –   | 4   | 16 Sitze |
| 2004 | 9   | 3   | –   | 4   | 16 Sitze |

- FWG = Freie Wählergruppe Schwedelbach e. V.

### Bürgermeister
Ortsbürgermeister von Schwedelbach ist Henning Schaumlöffel (SPD). Bei der Direktwahl am 26. Mai 2019 wurde er mit einem Stimmenanteil von 71,83 % gewählt und damit Nachfolger von Dieter Hirsch (SPD), der nach 20 Jahren im Amt nicht erneut kandidiert hatte. Bei der Direktwahl am 9. Juni 2024 wurde Schaumlöffel als einziger Bewerber mit 79,6 % für weitere fünf Jahre wiedergewählt.

### Wappen
| Wappen von Schwedelbach | Blasonierung: „In Gold ein blauer Schrägwellenbalken, oben links eine aufgerichtete blaue Pflugschar, unten rechts ein grüner Tannenzweig mit grünem Zapfen.“ |
| Wappen von Schwedelbach | |

## Kultur

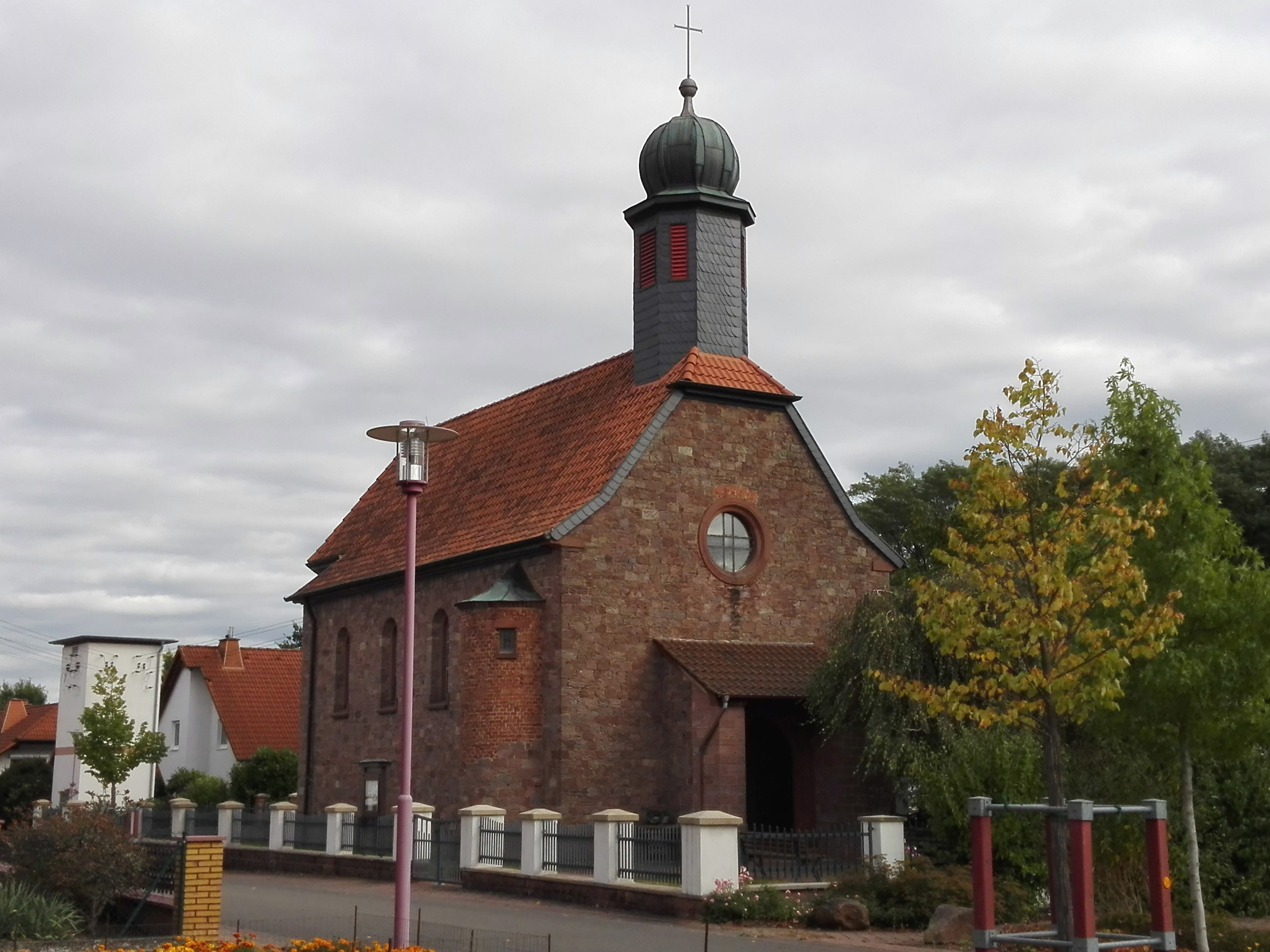
Denkmalgeschützte katholische Kirche

### Kulturdenkmäler
In der Liste der Kulturdenkmäler in Schwedelbach sind sechs Kulturdenkmale aufgeführt, die unter Denkmalschutz stehen, darunter
- die katholische Kirche St. Johann Baptist (Am Hübel 10), ein 1930 errichteter Sandsteinquaderbau. Architekt ist Hans Seeberger, Kaiserslautern.

### Natur

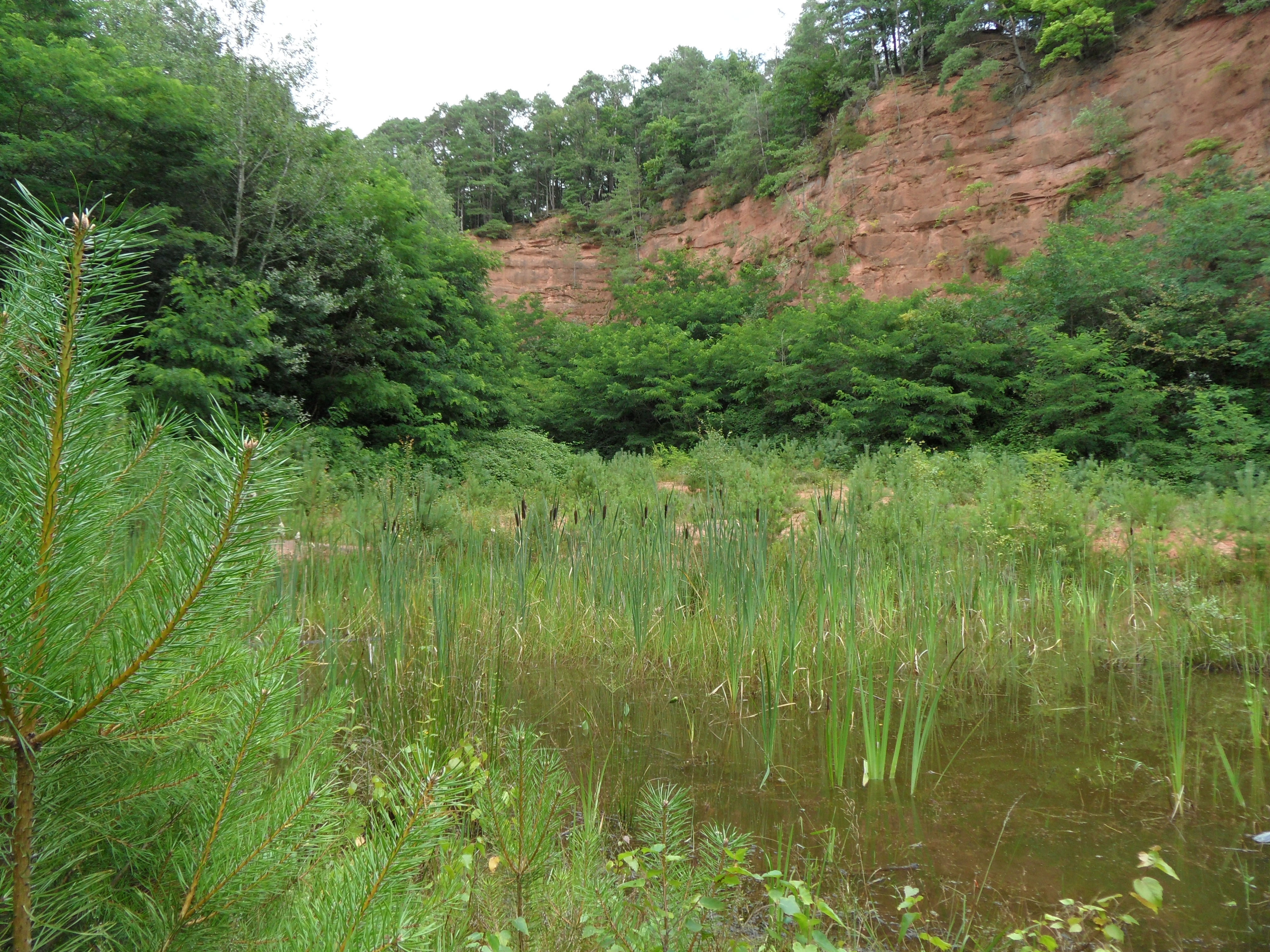
Landschaft innerhalb der Gemarkung von Schwedelbach: Das Naturdenkmal Sandgrube am Heidenberg (August 2016)

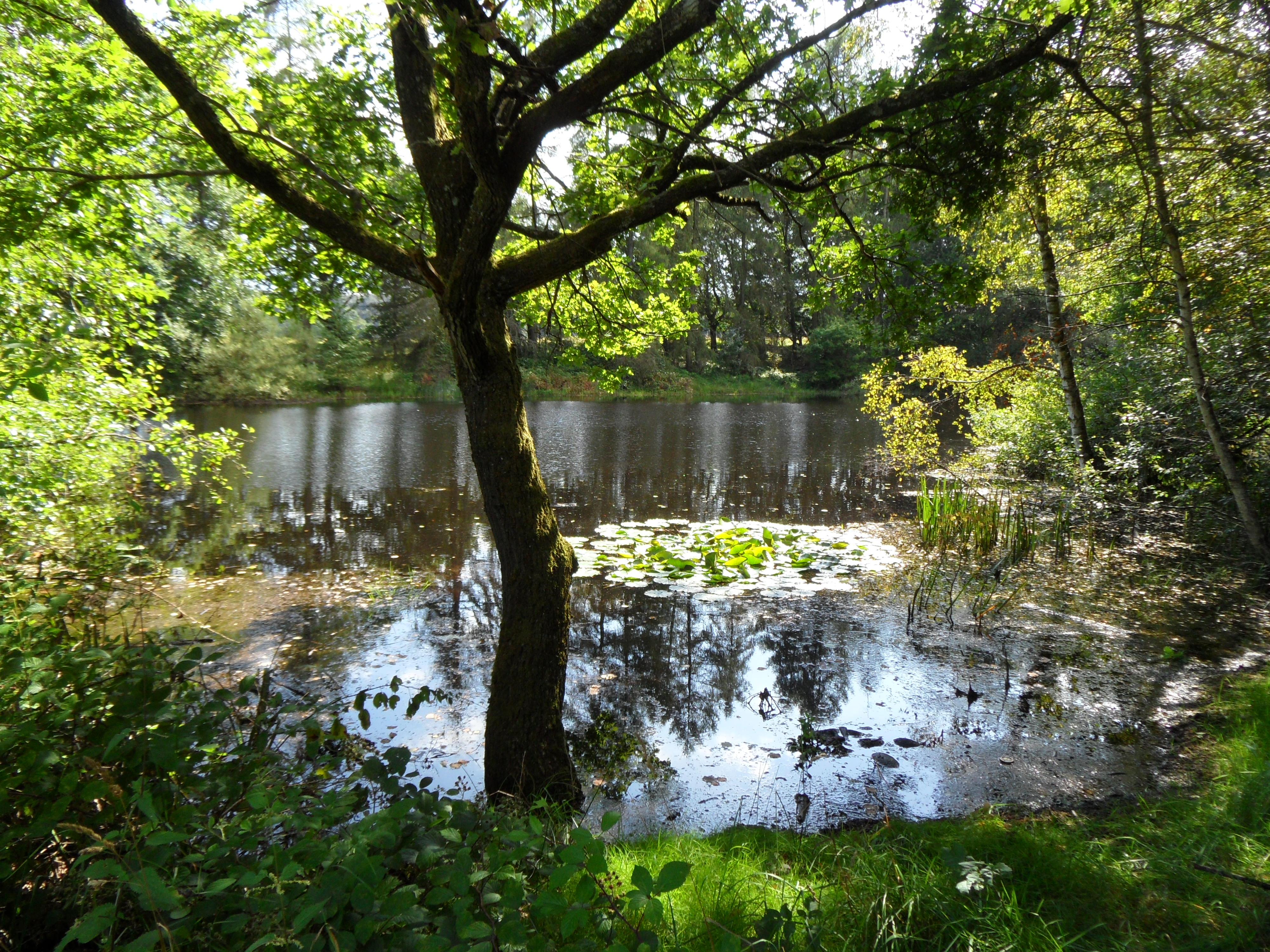
Das Naturdenkmal Pottaschenweiher (August 2016)

In der Liste der Naturdenkmale in Schwedelbach sind zwei flächenhafte Naturdenkmale aufgeführt:
- die Sandgrube am Heidenberg, ein Feuchtbiotop in einer ehemaligen Formsandgrube, und
- der Pottaschenweiher

### Vereinswesen
In Schwedelbach gibt es den Mundart- und Volkssportverein „Pälzer Sandhase“, welcher im Monat Juni seine alljährliche Volkswanderung veranstaltet.

### Medien
In der US-amerikanischen Actionkomödie Knight and Day wird der Ortsname Schwedelbach in einer Szene eingeblendet, als sich Fitzgerald auf dem Weg nach Ramstein befindet. Die Szene wurde jedoch nicht in Schwedelbach, sondern in Grödig bei Salzburg gedreht.

## Wirtschaft und Infrastruktur

### Wirtschaft
Der Ort selbst ist am Reichswald berechtigt.

### Verkehr
Schiene

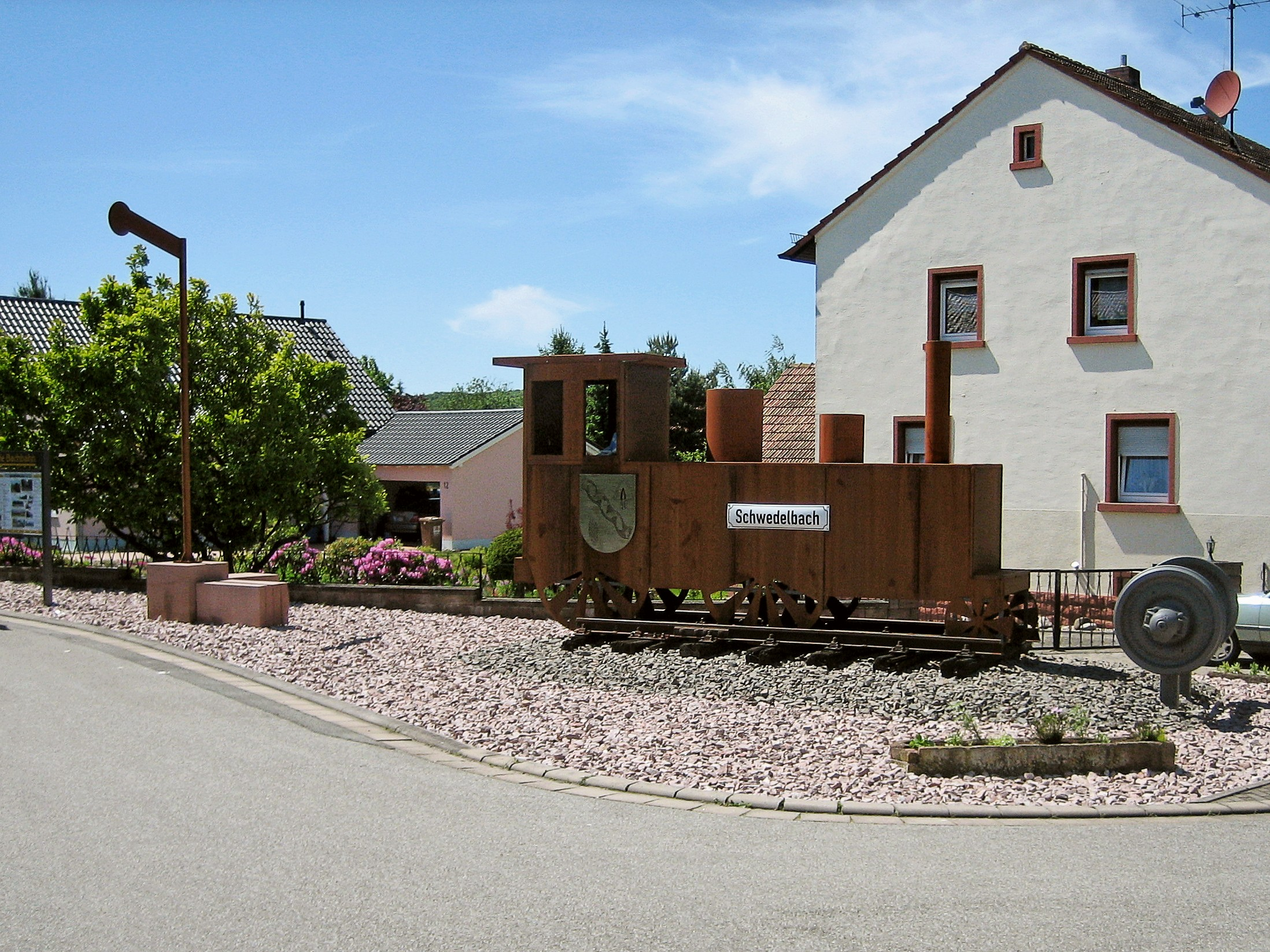
Denkmal am früheren Bahnhof Schwedelbach

Von 1920 bis 1972 war Schwedelbach über die sogenannte Bachbahn, die vom Bahnhof Lampertsmühle-Otterbach bis nach Reichenbach führte, an das Schienennetz angebunden.
Der Bahnhof befand sich am südlichen Ortsrand von Schwedelbach. Nachdem 1962 der Fahrkartenverkauf im Bahnhof aufgegeben worden war, fand er im Privathaus des vorher an der Bahnstation zuständigen Angestellten statt. Direkt neben dem Empfangsgebäude befand sich ein Güterschuppen. Bereits in den 1950er Jahren war Schwedelbach kein eigenständiger Gütertarifpunkt mehr, sondern offiziell nur noch ein Anschlussgleis. 1983 endete die Bedienung des Bahnhofs im Güterverkehr.
Straße
Der Öffentliche Nahverkehr ist in den Verkehrsverbund Rhein-Neckar (VRN) integriert. Mitten durch Schwedelbach verlaufen die Landesstraße 367, die von Altenglan bis nach Rodenbach verläuft und die Landesstraße 369, die nach Kaiserslautern und Eßweiler führt. Die Kreisstraße 13 stellt eine Verbindung zu Weilerbach. Die Gemeinde ist durch die A 6 (Anschlussstelle: Kaiserslautern-West) an das Autobahnnetz angebunden.

### Tourismus
Durch Schwedelbach verläuft der Pfälzer-Land-Radweg.

## Persönlichkeiten
- Dieter Hirsch, seit 2013 Inhaber der Freiherr-vom-Stein-Plakette